# The Desert Sweetheart
The Desert Sweetheart è un cortometraggio muto del 1912 diretto e interpretato da Gilbert M. 'Broncho Billy' Anderson.

## Produzione
Il film fu prodotto dalla Essanay Film Manufacturing Company. Gilbert M. 'Broncho Billy' Anderson, fondatore della casa di produzione Essanay (che aveva la sua sede a Chicago), cominciò a girare i suoi western in California. The Desert Sweetheart fu girato a Lakeside.

## Distribuzione
Distribuito dalla General Film Company, il film - un cortometraggio in una bobina conosciuto anche con il titolo The Detective Sweethearts - uscì nelle sale cinematografiche statunitensi il 25 maggio 1912. Il 25 luglio dello stesso anno fu distribuito anche nel Regno Unito.